# 1967年の音楽
1967年の音楽（1967ねんのおんがく）では、1967年（昭和42年）の音楽分野に関する動向を記述する。

## 出来事
- ジャッキー吉川とブルーコメッツの「ブルー・シャトウ」が大ヒット。GSがレコード大賞まで獲得した[1]。
- 12月31日 - ビートルズ以来2回目の日本武道館でのコンサートが開催。参加者はザ・タイガース、ジャッキー吉川とブルー・コメッツ、ザ・スパイダース
- この年のビルボード年間チャートのベスト5は以下のとおり。

1. ルル 「いつも心に太陽を」
2. ボックス・トップス 「あの娘のレター」
3. ボビー・ジェントリー 「ビリー・ジョーの唄」
4. アソシエイション 「ウィンディー」
5. ザ・モンキーズ 「アイム・ア・ビリーヴァー」

- 1月4日– The DoorsがデビューアルバムThe Doorsをリリース。
- 1月13日-米国で初めてスティーブン・フォスターのメモリアル・デーが制定される（作曲家の没後103周年）。
- 1月14日– The Human Be-Inがサンフランシスコのゴールデンゲートパーク・ポロ フィールドで開催され、Timothy Leary、Allen Ginsberg、Gary Snyderなどのスピーチが行われた。ライブは、ジェファーソン・エアプレーン、グレイトフルデッド、ビッグブラザー・アンド・ザ・ホールディング・カンパニー、クイックシルバー・メッセンジャー・サービスによって提供された。イベントでは、活動家ジェリー・ルービンらによるスピーチも行われた。
- 1月15日–ローリング・ストーンズがエド・サリバン・ショーに出演。エド・サリバンの要請により、バンドは「一緒に夜を過ごそう」の歌詞を「一緒に時間を過ごそう」に変更した。

## 洋楽シングル
| - ジェファーソン・エアプレイン 「あなただけを」 - ドアーズ 「ハートに火をつけて」「ピープル・アー・ストレンジ」 - スコット・マッケンジー 「花のサンフランシスコ」 - ローリング・ストーンズ 「この世界に愛を」 - アレサ・フランクリン 「貴方だけを愛して」「ナチュラル・ウーマン」 - エンゲルベルト・フンパーディンク 「ラスト・ワルツ」 - アーサー・コンレイ 「スウィート・ソウル・ミュージック」 - アーロン・ネヴィル 「テル・イット・ライク・イット・イズ」 - ザ・ヒューマン・ベインズ 「ノー・ノー・ノー」 - ボビー・ヘブ 「サニー」 - ザ・シーカーズ 「ジョージー・ガール」 - グラディス・ナイト&ザ・ピップス 「悲しいうわさ」 - インプレッションズ 「ウィアー・ア・ウィナー」 - ヴァン・モリソン 「ブラウン・アイド・ガール」 - ルル 「いつも心に太陽を」 - マーサ&ヴァンデラス「ジミー・マック」 - ブレントン・ウッド 「ウーガム・ブーガム・ソング」 - ママス&パパス 「朝日をもとめて」「クリーク・アレー」 - ビートルズ 「ペニー・レイン」「ハロー・グッドバイ」「ストロベリー・フィールズ・フォーエバー」「愛こそはすべて」 - ストロベリー・アラーム・クロック 「インセンス・アンド・ペパーミント」 - ジャッキー・ウィルソン 「ハイヤー・アンド・ハイヤー」 | - キンクス 「ウォータールー・サンセット」 - ザ・フー 「リリーのおもかげ」 - スプリームス 「恋ははかなく」 - ヴァニラ・ファッジ 「ユー・キープ・ミー・ハンギン・オン」 - タートルズ 「ハッピー・トゥゲザー」 - プロコル・ハルム 「青い影」 - ヤング・ラスカルズ 「グルーヴィン」 - ボビー・ジェントリー 「ビリー・ジョーの唄」、ビルボード年間3位 - アソシエイション 「ウィンディー」「ネヴァー・マイ・ラヴ」 - グレン・キャンベル 「恋はフェニックス」「ジェントル・オン・マイ・マインド」 - ホリーズ 「オン・ア・カルーセル」「キャリー・アン」 - ハーマンズ・ハーミッツ 「見つめあう恋」 - スモール・フェイセス 「ティン・ソルジャー」 - ハーパース・ビザール 「59番街橋の歌 (フィーリン・グルーヴィー)」 - バーズ 「ロックン・ロール・スター」「マイ・バック・ページズ」 - フランキー・ヴァリ 「君の瞳に恋してる」 |

## 洋楽アルバム
| - ローリング・ストーンズ『フラワーズ』『サタニック・マジェスティーズ』 - ジェームス・ブラウン 『コールド・スウェット』 - バーズ – Younger Than Yesterday - Captain Beefheart – Safe as Milk - ジョン・コルトレーン – Kulu Sé Mama - Country Joe and the Fish – Electric Music for the Mind and Body - Country Joe and the Fish – I Feel Like I'm Fixin' to Die - Dave Dee, Dozy, Beaky, Mick and Tich – If Music Be the Food of Love...Then Prepare for Indigestion - マイルス・デイヴィス – Sorcerer - Donovan – A Gift from a Flower to a Garden - The Doors – The Doors - The Doors – Strange Days - Aretha Franklin – I Never Loved a Man the Way I Love You - ビートルズ 『サージェント・ペパーズ・ロンリー・ハーツ・クラブ・バンド『マジカル・ミステリー・ツアー』 | - ローリング・ストーンズ『フラワーズ』『サタニック・マジェスティーズ』 - ジェームス・ブラウン 『コールド・スウェット』 - ボブ・ディラン 『ジョン・ウェズリー・ハーディング』『グレイテスト・ヒッツ』 - バッファロー・スプリングフィールド 『バッファロー・スプリングフィールド・アゲイン』 - クリーム 『カラフル・クリーム』 - ヴェルヴェット・アンダーグラウンド 『ヴェルヴェット・アンダーグラウンド・アンド・ニコ』 - レナード・コーエン 『レナード・コーエンの唄』 - ヤング・ラスカルズ 『グルーヴィン』 - バーケイズ – Soul Finger - ビージーズ – Bee Gees 1st - デヴィッド・ボウイ – David Bowie - バッファロー・スプリングフィールド – Buffalo Springfield - スパンキー&アワ・ギャング 『スパンキー&アワ・ギャング』 |

## 邦楽シングル
| - 愛田健二 「京都の夜」 - アウト・キャスト 「友達になろう」 - 青山和子 「夢を下さい」 - 梓みちよ 「渚のセニョリーナ」 - 荒木一郎 「いとしのマックス」「紅の渚」「Blue Letter」、荒木一郎&吉永小百合 「一人の時も」 - 石原裕次郎 「夜霧よ今夜も有難う」 - 市川染五郎 「野バラ咲く路」 - 伊東きよ子 「花と小父さん」「リンゴの花咲くころ」 - 伊東ゆかり 「小指の想い出」「あの人の足音」 - ヴィレッジ・シンガーズ 「バラ色の雲」「好きだから」 - 扇ひろ子 「新宿ブルース」 - 奥村チヨ 「北国の青い空」 - ザ・カーナビーツ 「好きさ好きさ好きさ」「恋をしようよジェニー」「オーケイ!」 - 加賀テツヤとザ・リンド&リンダース 「ギター子守唄」 - 金井克子 「ミニ・ミニ・ガール」 - 加山雄三 「幻のアマリリア」 - 北島三郎 「博多の女」 - ザ・クーガーズ 「テクテク天国/アフロディティ」 - 黒沢明とロス・プリモス 「雨の銀座」 - ザ・ゴールデン・カップス 「いとしのジザベル」「銀色のグラス」 - 西郷輝彦 「願い星叶い星」「潮風が吹きぬける町」 - 坂本九 「ANNのジェンカ企画」 - 佐良直美 「世界は二人のために」「私の好きなもの」 - 佐々木勉 「あなたのすべてを」 - ザ・サベージ 「夜空に夢を」 - シャープ・ホークス 「遠い渚」 - ザ・ジャガーズ 「君に会いたい」「ダンシング・ロンリー・ナイト」 - ジャッキー吉川とブルーコメッツ 「ブルー・シャトウ」「マリアの泉」「北国の二人」 - ザ・シャデラックス 「君の祖国を」 - ジュディ・オング 「たそがれの赤い月」 - 朱里エイコ 「イエ・イエ」 - 水前寺清子 「いつでも君は」 - ザ・スウィング・ウエスト 「恋のジザベル」 - ザ・スパイダース 「風が泣いている」「太陽の翼」「いつまでもどこまでも/バン・バン・バン」 - 園まり 「愛は惜しみなく」「愛情」 | - ザ・タイガース 「僕のマリー」「モナリザの微笑」「シーサイド・バウンド」 - ザ・ダイナマイツ 「トンネル天国」 - 高石ともや 「想い出の赤いヤッケ」 - 津山洋子、大木英夫 「新宿そだち」 - 鶴岡雅義と東京ロマンチカ 「小樽のひとよ」 - デューク・エイセス 「いい湯だな」 - 寺内タケシとバニーズ 「レッツ・ゴー・シェイク!」「レッツゴー運命」「愛のリメンバー」「太陽野郎」 - ザ・テンプターズ 「忘れ得ぬ君」「今日を生きよう」 - ザ・ドリフターズ 「いい湯だな(ビバノン・ロック)」 - 内藤洋子 「白馬のルンナ」 - 中川五郎 「主婦のブルース」 - 仲宗根美樹 「恋しくて」 - 中村晃子 「虹色の湖」 - 奈美悦子 「大阪ブルース」 - 西田佐知子 「涙のかわくまで」 - 橋幸夫 「佐久の鯉太郎」「思い出のカテリーナ」「恋のメキシカン・ロック」 - ザ・ピーナッツ 「恋のフーガ」「銀色の道」 - ザ・ビーバーズ 「初恋の丘」「君なき世界」 - 弘田三枝子 「渚のうわさ」 - ザ・フォーク・クルセダーズ 「帰って来たヨッパライ」 - 布施明 「霧の摩周湖」「これが青春だ」「愛のこころ」 - 舟木一夫 「くちなしのバラード」「夕笛」「センチメンタル・ボーイ」 - 黛ジュン 「恋のハレルヤ」「霧のかなたに」 - 水原弘 「君こそわが命」「愛の渚」 - 美空ひばり 「真赤な太陽」 - 三田明 「数寄屋橋ブルース」「夕子の涙」 - 緑川アコ 「カスバの女」 - 三波春夫 「世界の国からこんにちは」 - ザ・モップス 「朝まで待てない」 - 森進一 「命かれても」「盛り場ブルース」 - 森山良子 「この広い野原いっぱい」「今日の日はさようなら」「ふたつの手の想い出」 - 由美かおる 「レモンとメロン」 - ザ・ランチャーズ 「真冬の帰り道」 - レオ・ビーツ 「霧の中のマリアンヌ」 - ザ・ワイルドワンズ 「青空のある限り」「夕陽と共に」 |

## 主な音楽賞
| 賞                                       | 受賞作・受賞者 |
| ---------------------------------------- | --- |
| 第17回サンレモ音楽祭                     | - 大賞 - クラウディオ・ビルラとイーヴァ・ザニッキ「Non pensare a me」 |
| 第12回ユーロビジョン・ソング・コンテスト | - サンディー・ショウ「恋のあやつり人形」 |
| 第9回日本レコード大賞                    | - 大賞 - ブルー・シャトウ／ジャッキー吉川とブルーコメッツ - 歌唱賞 - 君こそわが命／水原弘 - 小指の想い出／伊東ゆかり - 新人賞 - 恋人と呼んでみたい／永井秀和 - 世界は二人のために／佐良直美                                            |
| 第9回グラミー賞                          | - 最優秀レコード賞 - フランク・シナトラ「夜のストレンジャー」 - 最優秀アルバム賞 - フランク・シナトラ「Sinatra: A Man And His Music」 - 最優秀楽曲賞 - ジョン・レノン&ポール・マッカートニー「ミッシェル」 - 最優秀新人賞 - 該当者なし |
| 第5回ゴールデン・アロー賞                | - 新人賞 - 黛ジュン - 特別賞 - ジャッキー吉川とブルー・コメッツ |
| 第5回レコード・アカデミー大賞            | - 大賞 - べーム「楽劇「トリスタンとイゾルデ」全曲」 |

## デビュー
- 1月1日 - ドアーズ／ブレイク・オン・スルー
- 1月15日 - 大形久仁子／限りある日を愛に生きて
- 1月20日 - 森山良子／この広い野原いっぱい
- 2月1日 - 葉村エツコ／おねがい！おねがい！
- 2月5日 - ザ・タイガース／僕のマリー
- 2月10日 - 由美かおる／みんなあげましょう
- 2月15日 - 黛ジュン／恋のハレルヤ…渡辺順子からの改名
- 3月 - 佳川ヨコ／君こそわが命…水原弘と競作
- 3月 - 黒沢年男／僕についておいで
- 3月5日 - 市川染五郎／野バラ咲く路
- 3月11日 - ピンク・フロイド／アーノルド・レーン
- 4月 - 徳永芽里／あなたのすべてを
- 4月 - 永井秀和／恋人と呼んでみたい
- 4月1日 - 小畑ミキ／初恋のレター
- 4月1日 - 瀬川瑛子／涙の影法師
- 4月5日 - 浅川マキ／東京挽歌
- 4月10日 - 朱里エイコ／恋のおとし穴
- 5月 - 万里れい子／青春の渚
- 5月5日 - 緑魔子／女泣かせの雨
- 5月12日 - プロコル・ハルム／青い影
- 5月15日 - 佐良直美／世界は二人のために
- 5月15日 - 池和子（日吉ミミ）／涙の艶歌船
- 6月1日 - 伊東きよ子／花と小父さん
- 6月1日 - ザ・ジャガーズ／君に会いたい
- 6月1日 - ザ・カーナビーツ／好きさ好きさ好きさ
- 6月5日 - 渚ゆう子／早くキスして　（佐々木敢一と）
- 6月5日 - 小松みどり／ポチャポチャ小唄
- 6月15日 - ザ・ゴールデン・カップス／いとしのジザベル
- 7月 - 内藤洋子／白馬のルンナ
- 7月 - 今陽子／甘ったれたいの
- 8月 - 奈美悦子／大阪ブルース
- 7月5日 - ユキとヒデ／白い波
- 8月 - 藤ユキ（アン真理子）／あなたと二日いたい
- 8月 - 水森亜土／男ケニヤの渡り鳥
- 8月1日 - ザ・ワンダース／シングル「明日への道」、アルバム「ニューカマー・ザ・ワンダース」同時リリース
- 8月15日 - 麻里圭子／命をかけて
- 9月25日 - 鶴岡雅義と東京ロマンチカ／小樽のひとよ
- 10月10日 - 泉アキ／恋はハートで
- 10月10日 - 原田糸子／ヴェニスの恋
- 10月25日 - ザ・テンプターズ／忘れ得ぬ君
- 11月1日 - 冠二郎／命ひとつ
- 11月10日 - ザ・モップス／朝まで待てない
- 12月 - 水戸井清子／おねがい
- 12月10日 - 西崎緑／ちいさなプリンセス…7歳でデビュー
- 12月25日 - ザ・フォーク・クルセダーズ／帰って来たヨッパライ
- 月日不明 - 大形久仁子／限りある日を愛に生きて
- 月日不明 - 日高晤郎／流れ者小唄

## 解散・活動休止
- アンドリューズ・シスターズ
- ウィーン・コンツェルトハウス弦楽四重奏団
- ザ・クッキーズ
- ザ・クリスタルズ
- ザ・トラッシュメン
- ザ・ハニーカムズ
- ジャニーズ（12月31日）
- スリー・グレイセス
- 東京ビートルズ
- パリ音楽院管弦楽団
- ブダペスト弦楽四重奏団
- ワイルド・フラワーズ

## 誕生
- 1月5日 - フレドリック・ノルドストローム（、ギタリスト、ドリーム・イーヴル）
- 1月14日 - ザック・ワイルド（、ギタリスト）
- 1月16日 - 角田英之（栃木県、キーボーディスト、有頂天）
- 1月21日 - 川上つよし（東京都、ベーシスト、東京スカパラダイスオーケストラ、川上つよしと彼のムードメイカーズ）
- 1月20日 - 吉村秀樹（北海道、歌手、bloodthirsty butchers、+2013年）
- 1月24日 - 樋口豊（群馬県、ベーシスト、BUCK-TICK）
- 1月24日 - 川村結花（大阪府、歌手）
- 1月25日 - 佐々木望（広島県、歌手・元女優）
- 1月25日 - 藤崎賢一（兵庫県、歌手、JUSTY-NASTY）
- 1月26日 - 佐藤タイジ（徳島県、歌手、THEATRE BROOK）
- 1月26日 - 福永恵規（東京都、元歌手・元タレント、元おニャン子クラブ）
- 1月26日 - 森川智之（東京都、声優・歌手、元2HEARTS）
- 1月29日 - 小野正利（東京都、歌手、GALNERYUS）
- 1月29日 - 山根公路（東京都、キーボーディスト、DEEN）
- 2月3日 - 岡本麻弥（東京都、声優・元歌手）
- 2月4日 - kyo（千葉県、歌手、D'ERLANGER/元DIE IN CRIES）
- 2月5日 - 森脇健児（大阪府、お笑いタレント・元歌手）
- 2月6日 - 坂井泉水（神奈川県、歌手、ZARD、+2007年）
- 2月7日 - 大沢伸一（滋賀県、ミュージシャン、MONDO GROSSO/元ravex/元BRADBERRY ORCHESTRA）
- 2月13日 - 生田智子（東京都、女優・元歌手）
- 2月15日 - 堀ちえみ（大阪府、歌手・女優）
- 2月15日 - 光田健一（千葉県、歌手、KENSO/元スターダストレビュー）
- 2月16日 - 内海和子（東京都、歌手、元おニャン子クラブ）
- 2月17日 - 岸谷香（広島県、シンガーソングライター）
- 2月20日 - カート・コバーン（、シンガーソングライター・ギタリスト、+1994年）
- 2月21日 - 伊藤つかさ（東京都、女優・元歌手）
- 2月21日 - 沖野修也（京都府、DJ、Kyoto Jazz Massive）
- 2月22日 - 飯塚昌明（新潟県、作曲家・ギタリスト、GRANRODEO/六三四Musashi）
- 2月26日 - 上原子友康（北海道、ギタリスト、怒髪天）
- 2月28日 - 細江慎治（岐阜県、ゲーム作曲家）
- 3月4日 - 高取ヒデアキ（東京都、歌手、元WEATHER SIDE/Project.R/元Z旗）
- 3月5日 - 佐宗綾子（神奈川県、ゲーム作曲家）
- 3月7日 - 柳沢超（東京都、元歌手、元忍者）
- 3月11日 - ジョン・バロウマン（、歌手・俳優）
- 3月15日 - 斉藤律（ギタリスト、元THE HEART/LOOPUS/元ザ・スターリン）
- 3月15日 - 菊池淳介（神奈川県、ラジオディレクター・元歌手、かかし）
- 3月15日 - 森岡賢（東京都、ミュージシャン、元SOFT BALLET/minus(-)、+2016年）
- 3月16日 - 小比類巻かほる（歌手）
- 3月17日 - ビリー・コーガン（、シンガーソングライター、スマッシング・パンプキンズ）
- 3月18日 - 石森敏行（東京都、ギタリスト、エレファントカシマシ）
- 3月20日 - 馬場俊英（埼玉県、歌手）
- 3月21日 - 川島だりあ（神奈川県、シンガーソングライター・作詞家・作曲家）
- 3月24日 - 川辺ヒロシ（鹿児島県、歌手、TOKYO No.1 SOUL SET/元InK）
- 3月26日 - 赤崎郁洋（福岡県、ギタリスト）
- 3月29日 - 宇津本直紀（山口県、ドラマー、DEEN）
- 3月30日 - 坂本冬美（和歌山県、歌手）
- 3月30日 - 林原めぐみ（東京都、声優・歌手）
- 4月1日 - 相原勇（広島県、女優・元歌手）
- 4月3日 - 坂本サトル（青森県、歌手、JIGGER'S SON）
- 4月7日 - 宇徳敬子（鹿児島県、シンガーソングライター）
- 4月8日 - ピエール瀧（静岡県、ミュージシャン、電気グルーヴ）
- 4月14日 - 土佐信道（兵庫県、ミュージシャン、明和電機）
- 4月15日 - フランキー・ポーレイン（、ベーシスト、ザ・ダークネス）
- 4月16日 - 大西順子（京都府、ピアニスト）
- 4月20日 - 倉沢淳美（神奈川県、タレント・元歌手）
- 4月20日 - マイク・ポートノイ（、ドラマー）
- 4月25日 - 児島未散（東京都、歌手）
- 5月1日 - ティム・マッグロウ（、シンガーソングライター）
- 5月1日 - 寺井尚子（神奈川県、ヴァイオリニスト）
- 5月4日 - 杉田あきひろ（福井県、歌手・俳優）
- 5月4日 - 矢島晶子（新潟県、声優・元歌手）
- 5月5日 - 子安武人（神奈川県、声優・歌手、元Weiß）
- 5月8日 - カジヒデキ（千葉県、シンガーソングライター、元ブリッジ）
- 5月8日 - 西村由紀江（大阪府、作曲家・ピアニスト）
- 5月13日 - チャック・シュルディナー（、歌手、元デス）
- 5月17日 - 三輪テツヤ（静岡県、ギタリスト、スピッツ）
- 5月23日 - フィル・セルウェイ（、ドラマー）
- 5月27日 - 石川よしひろ（東京都、歌手）
- 5月29日 - ノエル・ギャラガー（、ギタリスト、元オアシス）
- 5月31日 - 田村明浩（静岡県、ベーシスト、スピッツ）
- 6月6日 - 菊地英二（東京都、ドラマー、THE YELLOW MONKEY）
- 6月7日 - デイヴ・ナヴァロ（、ギタリスト、レッド・ホット・チリ・ペッパーズ）
- 6月8日 - 三村マサカズ（東京都、お笑いタレント、さまぁ〜ず/元NO PLAN/元マイナスターズ）
- 6月12日 - 馬渕太成（岐阜県、歌手、元BAD MESSIAH/SA）
- 6月20日 - アベ・ジュリー（歌手、元デキシード・ザ・エモンズ）
- 6月22日 - 玉袋筋太郎（東京都、お笑い芸人 ・元歌手、浅草キッド）
- 6月23日 - 永田ルリ子（熊本県、元歌手、元おニャン子クラブ）
- 6月23日 - 南野陽子（兵庫県、歌手・女優）
- 6月26日 - 麻生かほ里（東京都、声優・歌手）
- 7月4日 - 津田紀昭（ベーシスト、KEMURI/元AGGRESSIVE DOGS a.k.a UZI-ONE）
- 7月10日 - 沢村一樹（鹿児島県、俳優・歌手）
- 7月12日 - ジョン・ペトルーシ（、ギタリスト）
- 7月14日 - 井上慎二郎（神奈川県、歌手、元ラムジ）
- 7月14日 - YO-KING（東京都、シンガーソングライター、真心ブラザーズ）
- 7月18日 - ANI（神奈川県、ヒップホップMC、スチャダラパー）
- 7月28日 - タカ・ヒロセ（岐阜県、ベーシスト、フィーダー）
- 7月28日 - 藤生ゆかり（群馬県、歌手）
- 7月29日 - 小野塚晃（埼玉県、キーボーディスト、元DIMENSION）
- 7月30日 - 佐藤禎弘（徳島県、ギタリスト）
- 7月31日 - 岩田光央（埼玉県、声優・歌手、元CONNECT）
- 7月31日 - 中山秀征（群馬県、タレント・歌手）
- 7月31日 - 本田美奈子.（東京都、歌手、+2005年）
- 8月2日 - 大田紳一郎（愛媛県、ギタリスト、doa）
- 8月3日 - 宮川孝子（東京都、ギタリスト、PINK SAPPHIRE）
- 8月8日 - シェーン・ガラース（、ドラマー・シンガーソングライター）
- 8月13日 - 太田貴子（東京都、歌手）
- 8月16日 - 金山一彦（大阪府、俳優・元歌手）
- 8月20日 - 藤神敬也（三重県、歌手）
- 8月22日 - 岡田有希子（愛知県、歌手、+1986年）
- 8月22日 - レイン・ステイリー（、シンガーソングライター、元アリス・イン・チェインズ +2002年）
- 8月23日 - 戸高一生（東京都、ゲーム作曲家）
- 8月25日 - 須永秀明（映画監督・ミュージックビデオ監督）
- 8月25日 - 高部知子（東京都、女優・元歌手）
- 8月28日 - 遠藤正明（宮城県、歌手、元鋼鉄兄弟/JAM Project/遠藤会）
- 8月28日 - 仲道祐子（静岡県、ピアニスト）
- 9月1日 - 中村繁之（千葉県、俳優・元歌手、元イーグルス）
- 9月9日 - 坂本慎太郎（大阪府、歌手、元ゆらゆら帝国）
- 9月11日 - 権藤知彦（東京都、ミュージシャン、METAFIVE/anonymass/pupa）
- 9月11日 - ハリー・コニック・ジュニア（、歌手・ピアニスト）
- 9月12日 - 田中美奈子（千葉県、女優・元歌手）
- 9月17日 - 高桑圭（、歌手、元GREAT3/元HONEST/Curly Giraffe）
- 9月20日 - 高橋真美（東京都、タレント・元歌手）
- 9月21日 - フェイス・ヒル（、歌手）
- 9月23日 - 木村世治（福島県、歌手、ZEPPET STORE）
- 9月26日 - 横田睦美（千葉県、元歌手、元おニャン子クラブ）
- 9月29日 - ブレット・アンダーソン（、シンガーソングライター）
- 10月1日 - 中島美春（埼玉県、元歌手、元おニャン子クラブ）
- 10月4日 - 小山剛志（愛知県、声優・歌手）
- 10月5日 - 遠藤由美子（神奈川県、元女優・元歌手、元ソフトクリーム）
- 10月7日 - 青田典子（愛媛県、タレント・元歌手、元C.C.ガールズ）
- 10月7日 - 火口秀幸（東京都、タップダンサー、元STRiPES）
- 10月8日 - 田口浩正（福岡県、俳優・元歌手、元FATMAN BROTHERS）
- 10月11日 - 秋川雅史（愛媛県、テノール歌手）
- 10月12日 - 香田晋（福岡県、僧侶・元演歌歌手）
- 10月15日 - 緒方豊和（東京都、歌手、元CRAZE）
- 10月17日 - 谷村有美（鹿児島県、歌手）
- 10月18日 - 湯江タケユキ（東京都、俳優・元歌手）
- 10月19日 - 下村陽子（兵庫県、作曲家）
- 10月25日 - 﨑山龍男（栃木県、ドラマー、スピッツ）
- 10月26日 - キース・アーバン（、歌手）
- 10月28日 - リチャード・ボナ（、ベーシスト・歌手）
- 10月30日 - 桑田靖子（福岡県、歌手）
- 10月31日 - ヴァニラ・アイス（、ミュージシャン）
- 11月1日 - ティナ・アリーナ（、歌手）
- 11月2日 - 石田彰（愛知県、声優・元歌手）
- 11月4日 - 浅倉大介（東京都、キーボーディスト・作曲家、access）
- 11月4日 - ジョン・B・チョッパー（大阪府、ベーシスト、ウルフルズ）
- 11月7日 - デヴィッド・ゲッタ（、DJ）
- 11月10日 - 伊藤一朗（神奈川県、ギタリスト、Every Little Thing）
- 11月12日 - グラント・ニコラス（、歌手、フィーダー）
- 11月21日 - 宇治正高（東京都、元歌手、元イーグルス）
- 11月28日 - 原田知世（長崎県、歌手・女優）
- 12月1日 - 澤野博敬（トランペッター、クレイジーケンバンド）
- 12月2日 - 岩川浩二（歌手、コルツ）
- 12月2日 - 渡辺剛（栃木県、キーボーディスト・作曲家）
- 12月6日 - 遠藤遼一（歌手、元SOFT BALLET/THE ENDS）
- 12月8日 - 大竹一樹（東京都、お笑いタレント、さまぁ〜ず/元NO PLAN/元マイナスターズ）
- 12月8日 - 中村幸代（神奈川県、キーボーディスト・作曲家）
- 12月8日 - 三石琴乃（埼玉県、声優・元歌手）
- 12月9日 - 小林勝（東京都、ベーシスト、元SOY SAUCE SONIX/元SADS/nil/ザ・クロマニヨンズ/THE BLACK COMET CLUB BAND）
- 12月9日 - ジョシュア・ベル（、ヴァイオリニスト）
- 12月11日 - 保阪尚希（静岡県、俳優・元歌手）
- 12月12日 - 古代祐三（東京都、ゲーム作曲家）
- 12月13日 - 織田裕二（神奈川県、俳優・元歌手）
- 12月14日 - ロボ宙（大阪府、ヒップホップMC、脱線3）
- 12月15日 - 茂木欣一（東京都、ドラマー、フィッシュマンズ、東京スカパラダイスオーケストラ）
- 12月17日 - 馬渡松子（宮崎県、歌手）
- 12月21日 - 草野マサムネ（福岡県、シンガーソングライター、スピッツ）
- 12月23日 - 松岡英明（神奈川県、歌手）
- 12月25日 - 佐藤洋介（サウンドエンジニア、元COIL）
- 12月26日 - 石野卓球（静岡県、テクノミュージシャン、電気グルーヴ）
- 月日不明 - オットー・M・シュワルツ（、作曲家）
- 月日不明 - HAKASE-SUN（、ミュージシャン、元フィッシュマンズ/LITTLE TEMPO）

## 死去
- 1月3日 - メアリー・ガーデン（、ソプラノ歌手、*1874年）
- 3月6日 - コダーイ・ゾルターン（、作曲家、*1882年）
- 4月5日 - ミッシャ・エルマン（、ヴァイオリニスト、*1891年）
- 5月31日 - ビリー・ストレイホーン（、作曲家・ピアニスト、*1915年）
- 6月3日 - アンドレ・クリュイタンス（、指揮者、*1905年）
- 7月17日 - ジョン・コルトレーン（、ジャズ・サックス奏者、*1926年）
- 10月3日 - ウディ・ガスリー（、シンガーソングライター、*1912年）
- 10月3日 - マルコム・サージェント（、指揮者、*1895年）
- 11月13日 - ハリエット・コーエン（、ピアニスト、*1895年）
- 11月22日 - エドヴィン・カルステニウス（、作曲家、*1881年）
- 12月10日 - オーティス・レディング（、歌手、*1941年）
- 12月11日 - ヴィクトル・デ・サバタ（、指揮者・作曲家、*1892年）